# Lechriodus platyceps
Lechriodus platyceps é uma espécie de anfíbio da família Limnodynastidae.
É endémica da Nova Guiné Ocidental na Indonésia.
Os seus habitats naturais são: regiões subtropicais ou tropicais húmidas de alta altitude, marismas de água doce e marismas intermitentes de água doce.